# Українсько-російська угода від 17 грудня 2013

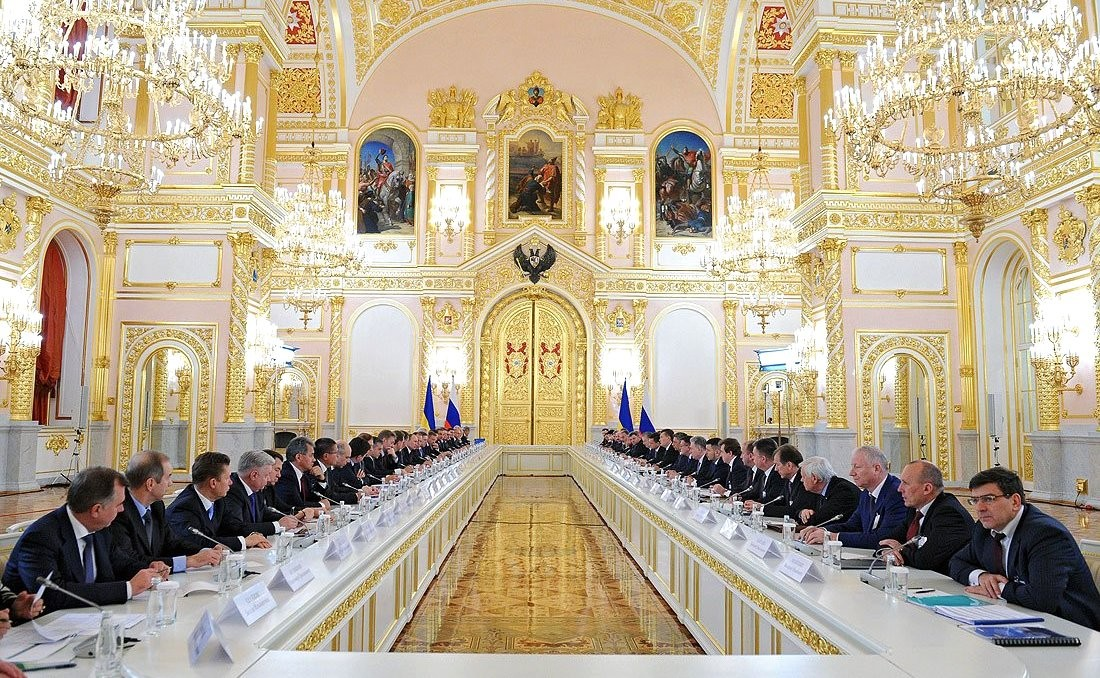
Міждержавна комісія

Українсько-російська угода від 17 грудня 2013 — договір між президентом України Віктором Януковичем та президентом Росії Володимиром Путіним була, оприлюднений 17 грудня 2013 року і який фактично втратив чинність.
За цією угодою, Росія мала купити 15 мільярдів доларів українських єврооблігацій випущених Україною, також в ній йшлося про те, що вартість російського природного газу, який постачається в Україну, буде знижена до 268 доларів за 1000 м³ (ціна становила понад 400 доларів на той час). Договір був підписаний на тлі масових, постійних протестів в Україні за покращення політичних та економічних зв'язків між Україною та Європейським Союзом.
Запропонована угода фактично не існує, оскільки Росія припинила купівлю єврооблігацій, які з моменту відставки президента Януковича 22 лютого 2014 року більше не випускалися.
У квітні 2014 року була скасована знижка російського природного газу.

## Передумови
У середині серпня 2013 року Росія змінила свої митні регламенти щодо імпорту товарів з України. Міністр промислової політики України Михайло Короленко заявив 18 грудня 2013 року, що через це експорт України впав на 1,4 мільярда доларів (або на 10 % у річному обчисленні за перші 10 місяців року). Державна служба статистики України у листопаді 2013 року повідомила, що порівняно з аналогічними місяцями 2012 року промислове виробництво в Україні у жовтні 2013 року впало на 4,9 відсотка, у вересні 2013 року на 5,6 відсотка та у серпні 2013 року на 5,4 відсотка (а також те, що обсяг промислового виробництва в Україні в 2012 році впав на 1,8 відсотка). У червні 2010 року Україна виплатила Газпрому близько 234 доларів за 1000 кубометрів природного газу. У січні 2013 року Україна заплатила 430 доларів за 1000 куб.
На момент угоди 17 грудня 2013 року Україна все-таки виплатила понад 400 доларів. З серпня 2011 року Україна прагне скоротити імпорт російського природного газу до двох третин (порівняно з 2010 роком) до 2016 року. Природний газ є найбільшим імпортом України на даний момент і є основною причиною структурного дефіциту торгівлі в країні.
21 листопада 2013 року урядом України була прийнята постанова про підготовку до підписання Угоди про асоціацію, а також глибокої та всебічної угоди про вільну торгівлю з Європейським Союзом (ЄС). Незважаючи на це, за кілька місяців до того, як президент України Віктор Янукович закликав парламент прийняти закони, щоб Україна відповідала критеріям ЄС. 25 вересня 2013 року Голова Верховної Ради Володимир Рибак заявив, що впевнений, що його парламент ухвалить усі закони, необхідні для відповідності критеріям ЄС для Угоди про асоціацію.
Причиною для припинення підготовки до підписання угоди про ЄС було те, що в попередні місяці Україна зазнала «падіння промислового виробництва». Уряд також запевнив, що «Україна відновить підготовку угоди, коли падіння промислового виробництва компенсуються європейським ринком». Протягом двох років переговорів Україна не піднімала питання великих, безумовних грантів від ЄС та МВФ до прийняття Вільнюського саміту. За словами прем'єр-міністра України Миколи Азарова, «надзвичайно суворими умовами» позики МВФ (представленої МВФ 20 листопада 2013 року), яка включала великі скорочення бюджету та збільшення на 40 % збільшення рахунків за газ, були останнім аргументом на користь рішення українського уряду призупинити підготовку до підписання Угоди про асоціацію.
7 грудня 2013 року МВФ уточнив, що не наполягає на одноетапному підвищенні тарифів на природний газ в Україні на 40 %, але рекомендував їх поступово підвищувати до економічно обґрунтованого рівня, компенсуючи найбіднішим верствам населення зивтрати від такого збільшення за рахунок посилення цільової соціальної допомоги. Того ж дня Постійний представник МВФ в Україні Джером Вахер заявив, що саме ця позика МВФ коштує 4 мільярди доларів США і що вона буде пов'язана з політикою, яка зніме диспропорції та стимулює зростання.
Рішення про відмову від підписання Угоди про асоціацію з ЄС призвело до масових, тривалих протестів в Україні, які розпочалися в ніч на 21 листопада 2013 року, коли на київському Майдані Незалежності зібралося до 2000 протестувальників. У вихідні 1 грудня та 8 грудня 2013 року кількість протестуючих збільшилася до 400 000—800 000 осіб.

## Переговори

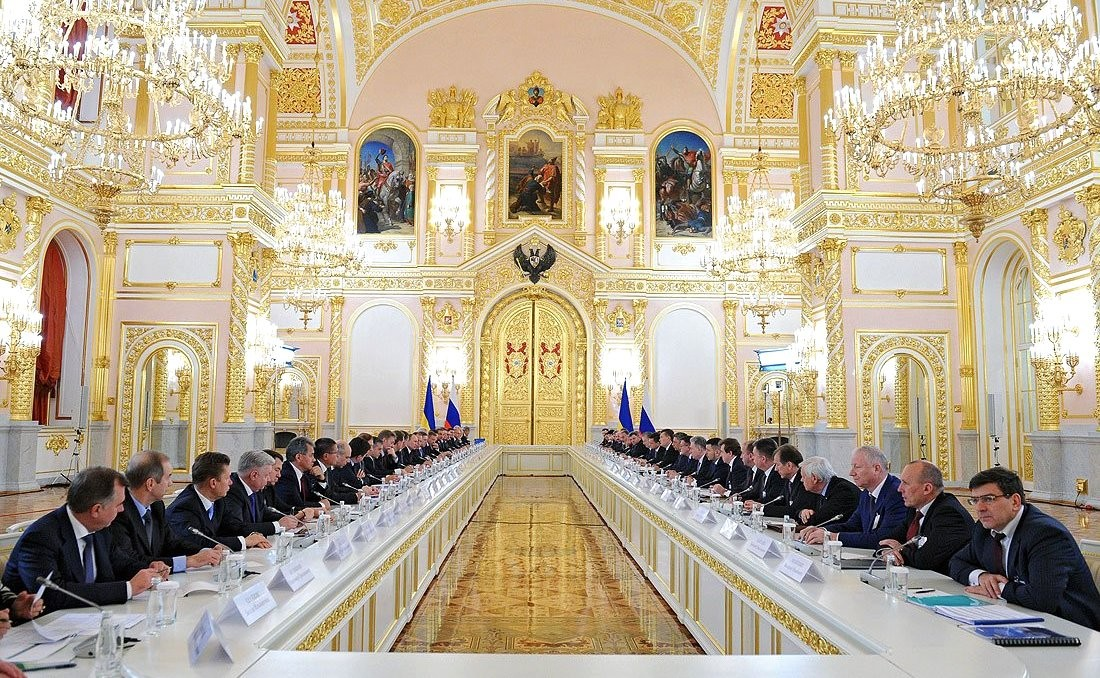
Засідання російсько-української міждержавної комісії 17 грудня 2013 року

17 грудня в Москві президент Росії — Володимир Путін та його український колега — Віктор Янукович провели шосту «міждержавну консультацію». Янукович прилетів до Москви на приватному реактивному авіалайнері українського олігарха (і передбачуваного фінансиста Партії регіонів Януковича) Ріната Ахметова. Після зустрічі Янукович заявив: «Ми підготували спільний план дій щодо врегулювання торговельно-економічних обмежень, так звану дорожню карту, яка значно покращить ефективність роботи в цій галузі», і додав, що це принесе користь усім секторам економіки обох країн. країн. Також були обговорені сприятливі умови для близько 1,5 мільйона людей з України, які працюють у Росії. За словами президента Путіна та прес-секретаря президента Росії Дмитра Пєскова, ця угода «не була пов'язана ні з якими умовами», а можливе приєднання України до Митного союзу Білорусі, Казахстану та Росії не було розглянуто. Пєсков також додав, що «наша принципова позиція не втручатися в справи України» і звинуватив інші країни в тому, що вони роблять навпаки.
За словами Президента Януковича, торговельна ситуація між Росією та Україною потребує термінового втручання, і вона має бути узгоджена з іншими країнами, які є членами міжнародної організації Співдружності Незалежних Держав (СНД). Він також додав, посилаючись на відносини між Росією та Україною, «нам доведеться запам'ятати ці уроки на майбутнє і не повторювати подібні помилки». Президент Янукович також заявив, що Україна та Росія повинні зміцнювати транскордонну та міжрегіональну співпрацю, «що створює зручні умови для народу».
Наступного дня прем'єр-міністр Микола Азаров заявив, що без угоди з Росією «банкрутство та соціальний крах очікували б Україну». Він також додав, що жодним чином Україна не могла б підписати Угоду про асоціацію з ЄС, оскільки Україні довелося б прийняти нездійсненно жорсткі умови МВФ для економічної реформи. Він також заявив: «Ніщо не загрожує стабільності фінансово-економічної ситуації в Україні».
19 грудня 2013 р. Президент Росії Путін заявив про те, що угода між Росією та Україною "Це зовсім не пов'язана ні з протестами на Майдані, ні з переговорами з ЄС що веде Україна … Ми просто бачимо, що Україна знаходиться у важкій ситуації, і ми повинні її підтримувати ".

## Зміст Угоди
«План спільних дій» полягав у тому, що Російський фонд національного багатства придбав 15 мільярдів доларів українських єврооблігацій та знизив вартість російського природного газу, що постачається в Україну, до 268 доларів за 1000 кубометрів.
Знижка на газ була встановлена спираючись на щоквартальний перегляд, який повинен бути затверджений обома сторонами, після чого Росія залишала за собою право скасувати знижку. У рамках плану дій Росія взяла на себе зобов'язання відновити свої митні норми щодо імпорту з України, які існували до середини серпня 2013 року.
Ціни на природний газ повинні були переглядатися кожні три місяці. За словами міністра фінансів Росії Антона Силуанова, точні умови придбання Росією українських єврооблігацій будуть визначені пізніше, але частина єврооблігацій, «значно менше, буде розміщена цього року». Силуанов додав, що облігації будуть розміщені на Ірландській фондовій біржі згідно з англійським законодавством із 5 % відсотків за облігацію.
23 грудня 2013 року Сілуанов заявив, що Росія не торгуватиме облігаціями. Росія може вимагати дострокового погашення позики в будь-який час. Умови плану дій включали умову, що якщо загальний державний борг України перевищить 60 % її річного валового внутрішнього продукту (ВВП), Росія має право вимагати дострокового погашення.

## Ратифікація та критика

### Голосування
У відповідь на підписану угоду опозиційні партії Батьківщина, УДАР та Свобода негайно заблокували парламент, щоб відкласти його ратифікацію, оскільки вони швидко денонсували план.

### Критика
17 грудня лідер опозиції Віталій Кличко заявив, що протестує близько 50 000 людей проти Євромайдану на київському Майдані Незалежності: «Він (президент Янукович) відмовився від національних інтересів України, відмовився від незалежності та перспектив на краще життя кожного українця».
18 грудня 2013 року BBC News повідомляв, що угода «не вирішить економічних проблем України» у статті під назвою «Російська допомога» маскується економічний безлад України. Цього ж дня The Financial Times зазначила, що договір може бути поганим для Газпрому, який вже планував скоротити загальні інвестиції у 2014 році: "З додатковим тягарем з боку України державна фірма може бути навіть менш здатною слугувати двигуном для Млява економіка Росії ".

## Фактично розвал угоди
Президент Росії Путін заявив у кабінеті Дмитра Медведєва 29 січня, що «розумно» чекати, поки в Україні буде встановлений наступний тариф, перш ніж надавати більше допомоги Україні. Крім того, російський прем'єр-міністр Дмитро Медведєв заявив, що Україна не оплачує рахунки за природний газ навіть за нижчою ціною, що «серйозно змінює ситуацію». Тим часом Сергій Арбузов (який замінив Миколу Азарова на посаді виконуючого обов'язки українського прем'єр-міністра) вважав, що Росія буде її другим траншем у розмірі 2 мільярдів доларів «у найближчому майбутньому».
«Нафтогаз України» звинувачував у затримці оплати російського природного газу місцеві підприємства у сфері теплопостачання.
17 лютого міністр фінансів Росії Антон Силуанов заявив, що Росія випустить черговий транш у розмірі 2 мільярди доларів США з 17 грудня 2013 року позики на 15 мільярдів доларів того ж тижня. Але 18 лютого Україна вирішує не випускати ці єврооблігації на 2 мільярди доларів.
З часу відсторонення президента Януковича 22 лютого 2014 р. Росія припинила купівлю єврооблігацій.
1 квітня 2014 року «Газпром» скасував знижку на російський природний газ, як було узгоджено в договорі, оскільки заборгованість України перед компанією зросла до 1,7 мільярда доларів з 2013 року.
Після тристоронніх переговорів між Європейським Союзом, Україною та Росією 30 жовтня 2014 року було досягнуто угоди, за якою Україна погодилась сплатити (заздалегідь) 378 доларів за 1000 кубометрів до кінця 2014 року та 365 доларів у першому кварталі (закінчення 31 березня) 2015 року.
Починаючи з грудня 2015 року Україна відмовляється від дефолтних платежів щодо виплати боргу в розмірі 3 мільярдів доларів США, що було частиною плану дій.
17 лютого 2016 року Росія подала позов проти України до Вищого суду її Величності в Англії щодо цієї заборгованості.

## Ефективність угоди
23 грудня 2013 року Росія перерахувала Україні 3 мільярди доларів за виплату єврооблігацій. Але поки торгівля між Україною та Росією не нормалізувалася.

### Економічний ефект
Відповідно до плану — «захисні заходи» обох країн повинні бути зняті, щоб «нормалізація торгівлі» могла відновитись.
Через кілька днів після угоди 17 грудня 2013 року (імпортер природного газу в Україні) «Нафтогаз» скоротив імпорт російського газу до мінімуму. Але 9 січня 2014 року міністр енергетики та вугільної промисловості України Едуард Ставицький заявив, що Україна (на той час) зможе купувати лише російський природний газ, «бо це зараз найвигідніше». Того ж дня «Нафтогаз» і російський «Газпром» підписали доповнення до російсько-українського газового контракту, встановивши ціну природного газу для України в першому кварталі 2014 року на рівні 268,5 доларів за 1000 куб. Представник європейського комісара з питань енергетики Гюнтер Еттінгер заявив, що незабаром після цього доставка газу з країн-членів ЄС є можливістю для України підвищити конкурентоспроможність та безпеку поставок природного газу.
9 січня 2014 року Прем'єр-міністр України Микола Азаров заявив про програму промислового співробітництва з Росією, яка дасть можливість у найближчі роки отримати сотні тисяч робочих місць та гарантії для бюджетів усіх рівнів, які стануть фінансовою базою для розвитку внутрішнього ринку.
29 січня у відповідь на відставку другого уряду Азарова, незважаючи на обіцянку виконувати угоди з Україною, Росія відновила жорсткий прикордонний контроль та ввела певні обмеження на кордоні для українських товарів. Росія наклала перевірки на 100 % українського експорту до Росії. Урядове джерело припустило, що митна війна з Україною є заходом для тиску на українських олігархів для підтримки проросійського вектора політики.

### Політичні ефекти

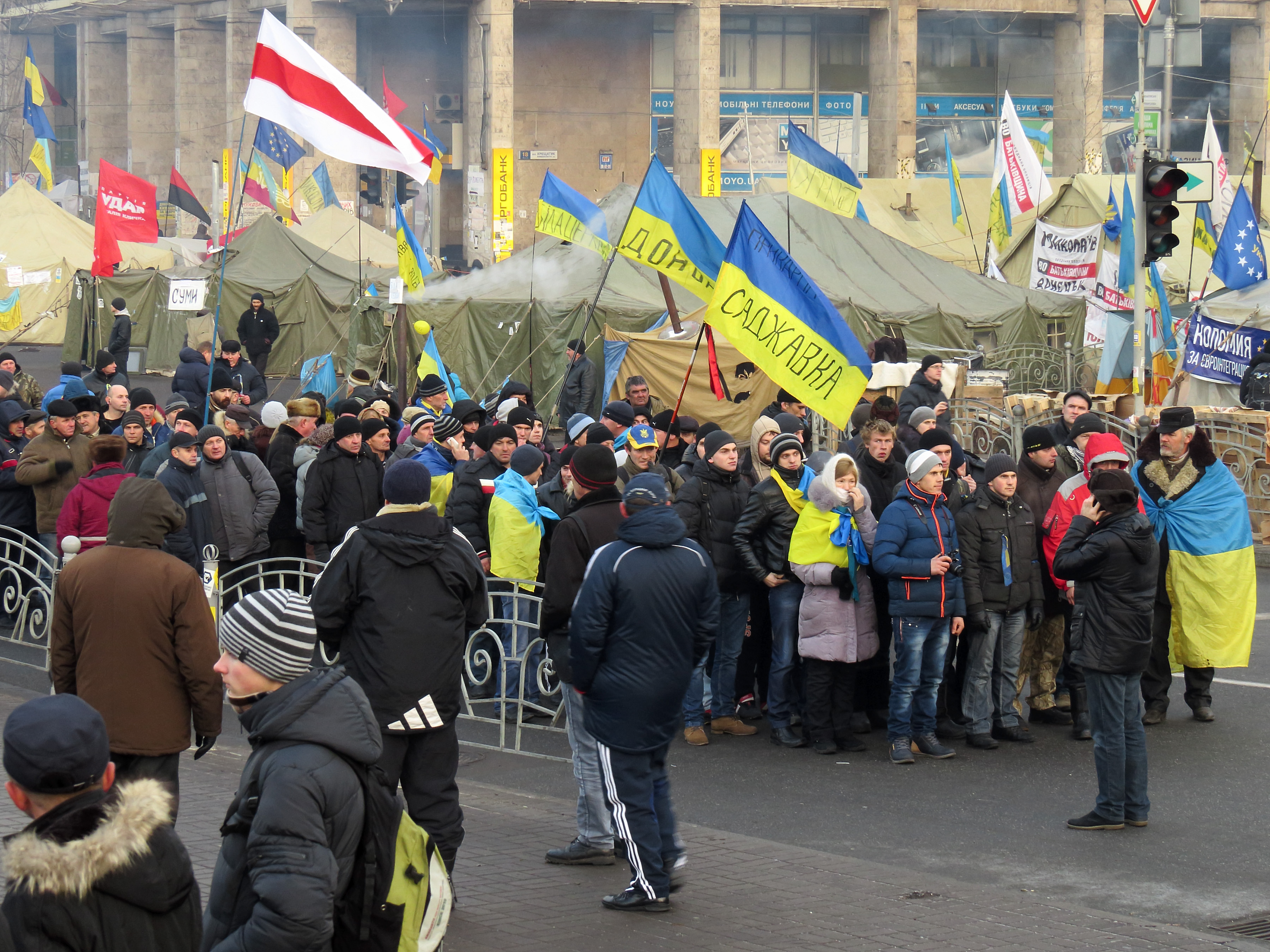
Мітингувальники Євромайдану зібралися на київському Майдані Незалежності 18 грудня 2013 року

Угода від 17 грудня 2013 року не задовольнила близько 50 000 людей Євромайдану, які протестувати на київському Майдані Незалежності. Опозиційні лідери пообіцяли продовжувати свої протести, якщо потрібно, навіть, на Новий рік та православне Різдво (відзначається 7 січня щорічно), вони повторили свої вимоги до звільнення другого уряду Азарова, дострокових президентських і парламентських виборів.
20 грудня високопоставлені чиновники ЄС заявили, що ЄС все ще готове підписати Угоду про асоціацію з Україною, «як тільки Україна буде готова до цього», що ця угода також є корисною для Росії і що ЄС «абсолютно не стосується те, що Україна підписує угоди з Росією». Напередодні міністр закордонних справ Польщі Радослав Сікорський заявив: «я не знаю жодних формальних фактів, які б говорили про неможливість підписання угоди про асоціацію між Україною та Європейським Союзом».
19 грудня Президент України Віктор Янукович сказав: «Ми вирішили зупинити „Угоду про асоціацію“, щоб розібратися, які умови повинні бути для нас щоб підписати Угоду про зону вільної торгівлі. І цю відповідь має знайти уряд. Немає жодних суперечностей щодо курсу України та питаннь інтеграції в ЄС. Взагалі, мова не йде про інтеграцію, говориться про економічні відносини». Хоча він додав: «Якщо ми говоримо про роботу над угодою про вільну торгівлю, це потребує певного часу, і ми все ще маємо багато невизначеностей. Безумовно, ми повинні бачити, як це піде на користь нам у короткостроковій, середньостроковій та довгостроковій перспективі». Він також додав, що Україна може поєднати Угоду про асоціацію з ЄС зі статусом спостерігачів у Митному союзі Білорусі, Казахстану та Росії та Євразійському економічному союзі. За словами президента України Віктора Януковича — Україна розраховує на отримання статусу спостерігача в Євразійському економічному союзі.
29 січня і одразу після відставки другого уряду Азарова перший заступник глави «Справедливої Росії» Михайло Ємельянов заявив про необхідність скасувати Українсько-російський план дій та його знижку на природний газ, відмовити у викупі єврооблігацій, якщо уряд відновить євроінтеграцію.

### Закінчення у квітні 2014 року ціни знижок для України
В середині червня 2014 року ціна, яку Україна сплатила Росії за природний газ, становила 485,50 доларів за 1000 кубометрів, найвища в Європі.
Після тристоронніх переговорів між Європейським Союзом, Україною та Росією 30 жовтня 2014 року було досягнуто угоди, за якою Україна погодилась сплатити (заздалегідь) 378 доларів за 1000 кубометрів до кінця 2014 року та 365 доларів у першому кварталі (закінчення 31 березня) 2015 року.

## Експертний аналіз
- Шведський економіст Андерс Ослунд розкритикував цю угоду, сказавши, що «Деталі будуть продовжувати з'являтися, можливо, проявляючи більш зрозумілу картину, але зараз виявляється, що ця угода є односторонньою і дуже прихильна до Росії».
- Джеймс Шерр, співробітник російської та євразійської програми лондонського аналітичного центру Chatham House, а також ключовий західний експерт з України та Росії описав угоду: «умови, які Янукович прийняв від Москви, увічнили слабкість і підпорядкування. Ніщо в московських угодах навіть не стосується причин економічної катастрофи України».[20]
- «Хоча Україна має право змінювати свій курс, Росія не має права змушувати Україну змінювати його. Будапештський меморандум у грудні 1994 р. зобов'язує всі сторони „утримуватися від економічного примусу“. Примус не виявляє поваги до суверенітету. Це порушення суверенітету. Ряд європейських лідерів настільки ж переконані, що Росія застосувала економічний примус».
- "Митний союз — це вчорашня історія. Нові рамки будуватимуться на взаємозв'язку, міжгалузевій інтеграції, тобто російською співвласністю та спільним управлінням ключових секторів економіки України. У 2010 році Медведєв представив Януковичу саме таку модель, яка охоплює суднобудування, хімічні речовини і звичайно, аерокосмічний, оборонний комплекс та енергетику, які кожен президент України розглядав як опору національної незалежності. Все це на той час було дуже публічним. У 2010 році Янукович відхилив це. Тепер він прийняв це. Ще є питання щодо деталей та більші питання щодо того, наскільки можна і що буде реалізовано. Але росіяни дуже раді. Їх висновок полягає в тому, що «Україна зараз наша». Азаров все ще може наполягати на тому, що Україна не вступатиме до Митного союзу. Але це зараз не має значення. Історія пішла далі ".